# الصين في الألعاب البارالمبية الصيفية 1996
شاركت الصين في الألعاب البارالمبية الصيفية 1996 التي أقيمت في أتلانتا، جورجيا، الولايات المتحدة.

## الفائزون بالميداليات
| ميدالية | الاسم                                     | رياضة       | حدث                              |
| ------- | ----------------------------------------- | ----------- | -------------------------------- |
| ذهبية   | بن هُو                                     | ألعاب القوى | القفز العالي رجال F42-44         |
| ذهبية   | شيوين تشاو                                | ألعاب القوى | القفز الثلاثي رجال F45-46        |
| ذهبية   | هاي تاو سون                               | ألعاب القوى | رمي القرص رجال F12               |
| ذهبية   | هاي تاو سون                               | ألعاب القوى | رمي الرمح رجال F12               |
| ذهبية   | سي لاو ها                                 | ألعاب القوى | رمي الرمح رجال F43-44            |
| ذهبية   | هاي تاو سون                               | ألعاب القوى | رمي الجلة رجال F12               |
| ذهبية   | هونغ يان شو                               | ألعاب القوى | رمي الجلة سيدات F10-11           |
| ذهبية   | هونغ بينغ وو                              | ألعاب القوى | رمي الجلة سيدات F42-44/46        |
| ذهبية   | هاي دونغ تشانغ                            | رفع الأثقال | رجال 67.5 كغ                     |
| ذهبية   | تشيكيانغ لوه                              | رفع الأثقال | رجال 100 كغ                      |
| ذهبية   | ويمينغ تشو                                | السباحة     | 100 متر ظهر رجال S6              |
| ذهبية   | باورن غونغ                                | السباحة     | 100 متر صدر رجال SB7             |
| ذهبية   | تيين شي                                   | السباحة     | 100 متر صدر سيدات SB8            |
| ذهبية   | شياولينغ تشانغ                            | تنس الطاولة | فردي سيدات مفتوحة 6-10           |
| ذهبية   | فوكون لوه                                 | تنس الطاولة | فردي سيدات 9                     |
| ذهبية   | شياولينغ تشانغ فوكون لوه                  | تنس الطاولة | فرق سيدات 6-10                   |
| فضية    | يانجيان وو                                | ألعاب القوى | 1500 متر رجال T44-46             |
| فضية    | يانجيان وو                                | ألعاب القوى | 5000 متر رجال T44-46             |
| فضية    | سين وانغ                                  | ألعاب القوى | القفز الثلاثي رجال F10           |
| فضية    | ون تاو هوانغ                              | ألعاب القوى | القفز الثلاثي رجال F11           |
| فضية    | شيوتشينغ لي                               | ألعاب القوى | رمي القرص رجال F43-44            |
| فضية    | هونغ يان شو                               | ألعاب القوى | رمي القرص سيدات F10-11           |
| فضية    | هونغ بينغ وو                              | ألعاب القوى | رمي القرص سيدات F42-44/46        |
| فضية    | رن مينغ مين                               | الجودو      | رجال 95 كغ                       |
| فضية    | جيان وانغ                                 | رفع الأثقال | رجال 52 كغ                       |
| فضية    | نان تشانغ                                 | الرماية     | بندقية هوائية واقف سيدات SH1     |
| فضية    | تشيوين ماو                                | السباحة     | 50 متر فراشة رجال S5             |
| فضية    | كاي شيا                                   | السباحة     | 50 متر فراشة رجال S6             |
| فضية    | تشيوين ماو كاي شيا هوا بين زنغ ويمينغ تشو | السباحة     | تتابع 4 × 50 متر رجال مختلط S1-6 |
| برونزية | سين وانغ                                  | ألعاب القوى | القفز الطويل رجال F10            |
| برونزية | هونغرو ليو                                | ألعاب القوى | رمي الجلة رجال F46               |
| برونزية | باوجي كوي                                 | الجودو      | رجال 71 كغ                       |
| برونزية | جياهوا تشو                                | رفع الأثقال | رجال 82.5 كغ                     |
| برونزية | يونغجونغ قوه                              | السباحة     | 100 متر صدر رجال SB8             |
| برونزية | ويمينغ تشو تشيوين ماو هوا بين زنغ كاي شيا | السباحة     | تتابع 4 × 50 متر رجال حرة S1-6   |
| برونزية | تشيمينغ دونغ                              | السباحة     | 100 متر ظهر سيدات B1             |
| برونزية | شيانغرونغ تشو                             | السباحة     | 100 متر ظهر سيدات S6             |
| برونزية | فوكون لوه                                 | تنس الطاولة | فردي سيدات مفتوحة 6-10           |
| برونزية | شياولينغ تشانغ                            | تنس الطاولة | فردي سيدات 6-8                   |

## الرياضيون

### الفائزون بعدة ميداليات
الفائزون بالميداليات الذين حصلوا على أكثر من ميداليتين في الألعاب.
- يانجيان وو: ميداليتان فضيتان (ألعاب القوى - المضمار)
- هاي تاو صن: 3 ميداليات ذهبية (ألعاب القوى - الميدان)
- فوكون لوو: ميداليتان ذهبيتان وبرونزية واحدة (تنس الطاولة)
- شياولينغ تشانغ: ميداليتان ذهبيتان وبرونزية واحدة (تنس الطاولة)

## روابط خارجية
- بيان صحفي أتلانتا 1996 - IPC
- اللجنة البارالمبية الدولية
- اللجنة البارالمبية الوطنية للصين (NPCC) - مقدمة قصيرة]